# Solon (Nowy Jork)
Solon – miasto w Stanach Zjednoczonych, w stanie Nowy Jork, w hrabstwie Cortland.